# Richard Sass
Richard Sass (* 1774 in London; † 7. September 1849 in Paris) war ein englischer Landschaftsmaler und Zeichenlehrer der Königsfamilie.
Richard Sass kam aus einer Künstlerfamilie, die ursprünglich aus Lettland nach England gekommen war. Sein jüngerer Halbbruder Henry Sass war auch Maler. Richard Sass studierte an der Royal Academy, wo er auch von 1791 bis 1813 ausstellte. Er wurde zum Zeichenlehrer für Prinzessin Charlotte ausersehen. Später wurde er Landschaftsmaler für den Prinzregenten Georg.
1825 zog Richard Sass nach Paris, wo er den Rest seines Lebens verbrachte. Er starb dort im Jahre 1849.